# Paranomala zaragozai
Paranomala zaragozai är en skalbaggsart som beskrevs av Ramírez-ponce 2011. Paranomala zaragozai ingår i släktet Paranomala och familjen Rutelidae. Inga underarter finns listade i Catalogue of Life.